# Ogen om te zien
Ogen om te Zien is een hoorspel uit de Vlaamse reeks Maskers en Mysterie uit 1997. Het is een verhaal van Charles Maître en in het Nederlands vertaald door Jef Geeraerts. De speelduur bedraagt 45 minuten.

## Rolverdeling
- Michael Pas - Philippe Didier
- Anton Cogen - Gérard Didier
- Danni Heylen - Hélène Didier
- Mark Willems - Marc Jourdan
- Robin David - Dubois
- Walter Cornelis - Paul Ricci
- Marleen Maes - Sonja Deleuze
- Ludo Busschots - Maurice

## Verhaal
Philippe Didier is een rijkeluiszoontje dat verzeild is geraakt in de Parijse onderwereld. Daar wordt hij verdacht Fernand Deleuze te hebben overreden met zijn sportwagen. Deleuze was de uitbater van de bordeel in de Place de la Concorde. Hélène, zijn stiefmoeder, twijfelt aan de schuld van haar stiefzoon. Ze vermoedt dat Philippe erin wordt geluisd door zijn valse vrienden. Hélène gaat hulp vragen bij haar ex-man Marc Jourdan die hoofdinspecteur is bij de gerechtelijke politie. 